# Barry Byrne

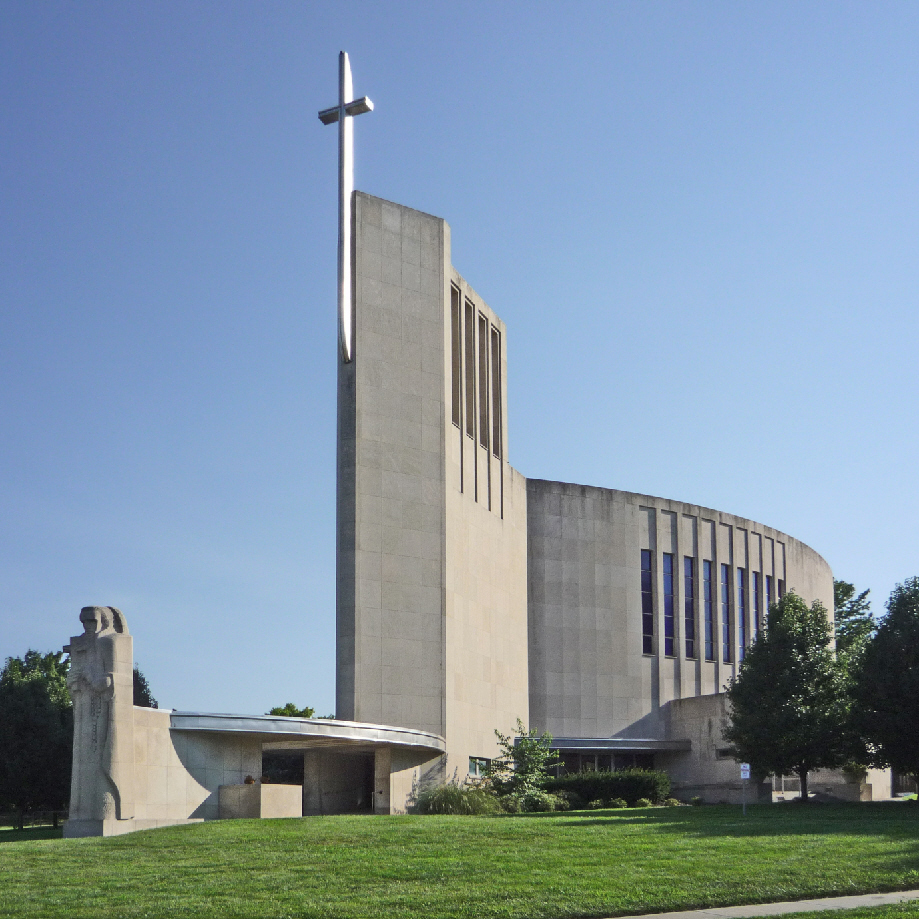
Igreja de São Francisco Xavier,Kansas City, Missouri de Barry Byrne (1949), conhecida como "fish church" devido à forma de sua planta; em 1987 recebeu o prêmio "retrospective award for design excellence" do American Institute of Architects.

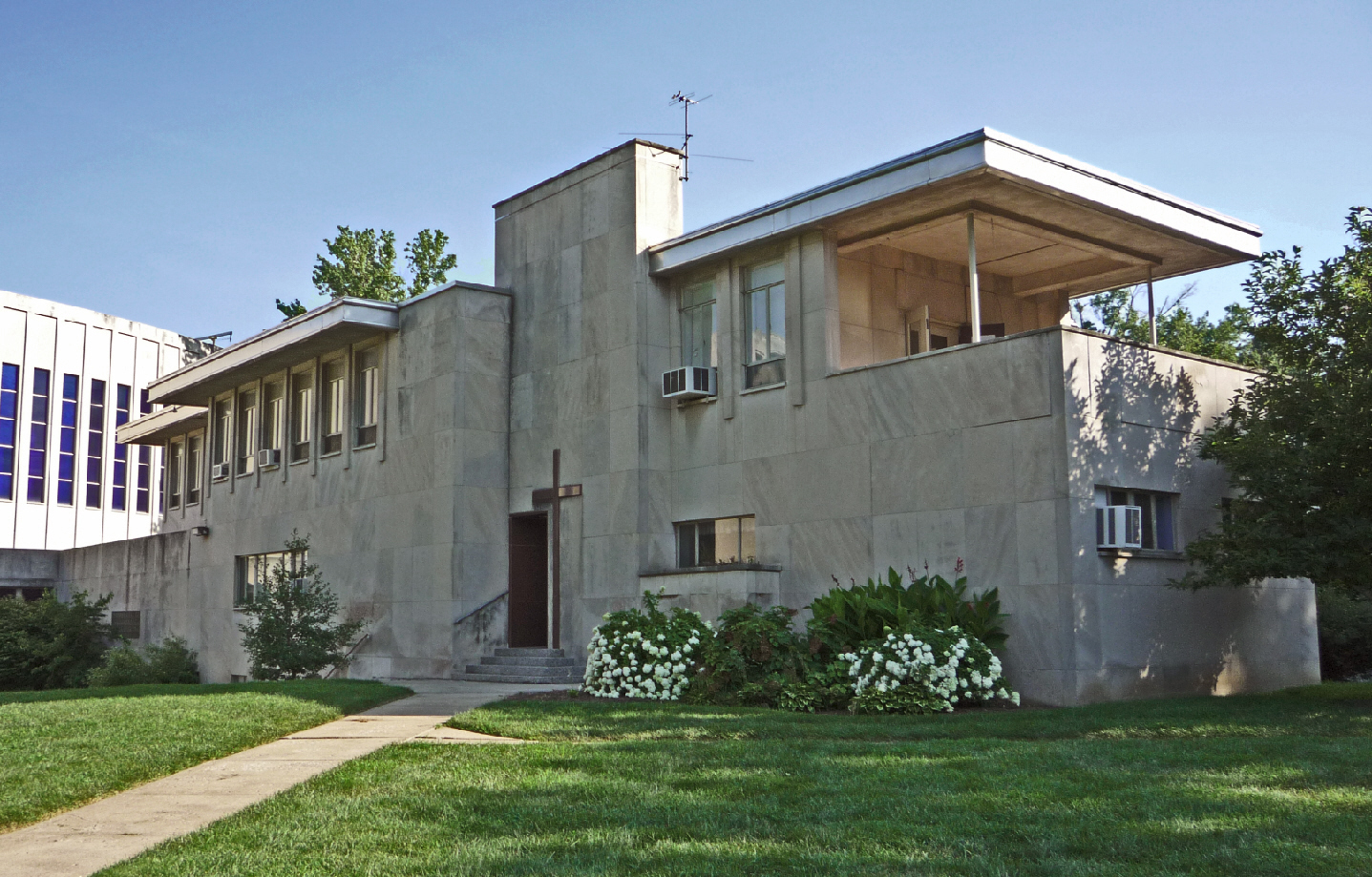
Igreja de São Francisco Xavier, escritório paroquial, Kansas City, Missouri.

Francis Barry Byrne (19 de dezembro de 1883 - 18 de Dezembro de 1967), arquiteto estadunidense, inicialmente era membro do grupo de arquitetos conhecido como Prairie School.  Depois do fim do grupo, cerca de 1914-16, Byrne continuou a desenvolver seu estilo pessoal tornado-se um arquiteto de sucesso.

## Biografia
Francis Barry Byrne nasceu e cresceu em Chicago.  Depois de visitar a mostra do Chicago Architectural Club em 1902, conseguiu emprego como aprendiz no escritório de Frank Lloyd Wright, uma vez que não tinha formação em arquitetura, conforme relata John, filho de Wright:
 William Eugene Drummond, Francis Barry Byrne, Walter Burley Griffin, Albert Chase McArthur, Marion Mahony, Isabel Roberts e George Willis eram os desenhistas. Cinco homens, duas mulheres. Vestiam gravatas esquisitas, e blusas apropriadas à tribo. Os homens penteavam seu cabelo como papai, todos exceto Albert, ele não tinha cabelo suficiente. Adoravam papai! E papai gostava deles! Eu sei que, na época, cada um deles fazia contribuições valiosas para o pioneirismo da arquitetura moderna americana pelos quais meu pai colhia toda a glória, as dores de cabeça e o reconhecimento de hoje!
Depois de trabalhar para Wright em seu estúdio Oak Park, Illinois entre 1902 e 1907, Byrne trabalhou por pouco tempo em outros escritórios de Chicago. Mudou-se para Seattle no inverno de 1908-9 de modo a associar-se a Andrew Willatzen, companheiro de trabalho no escritório de Wright. Formaram a empresa Willatzen & Byrne e, durante muitos anos, projetaram casas no estilo da Prairie School.
Quando a associação Willatzen & Byrne dissolveu-se, em 1913, Willatzen permaneceu em Seattle mas Byrne mudou-se para o sul da Califórnia onde morou brevemente com dois dos filhos de Wright, Lloyd Wright e John Lloyd Wright. Em 1914, voltou a Chicago, primeiro como gerente, e depois responsável pelo escritório de Walter Burley Griffin que mudou-se para a Austrália de modo a desenvolver os projetos de sua nova capital, Canberra.
Em 1917, Byrne já projetava como autônomo assinando os próprios trabalhos. Serviu brevemente na Primeira Guerra Mundial, então retornou a Chicago. Seu estilo afastou-se de Wright e da Prairie School a medida em que ia adotando maior simplificação das formas. Annette Cremin tornou-se sua esposa em 1926, e tiveram três filhos: Ann, Cathleen e Barry. Artista, Annette influenciou seu trabalho, o modo de ilustrar seus projetos, e ocasionalmente contribuiu na paleta de cores e decoração de seus prédios e igrejas. Durante a depressão, quando não havia demanda pelos serviços de Byrne, ela sustentou a família.
Alguns dos trabalhos de Byrne, realizados nos anos 1920, contém elementos de Arquitetura Expressionista. Foi reconhecido projetista de edifícios eclesiásticos e educacionais para a Igreja Católica, para quem criou três de seus mais importantes trabalhos: Igreja do Cristo-Rei em Turners Cross, Cork, Irlanda (1931), Igreja de São Francisco Xavier em Kansas City, Missouri (1949), e Abadia de São Benedito em Atchison, Kansas (1951-1957).
Nos anos 1930, Byrne mudou-se para Nova York, retornando a Chicago depois de 1945. Aposentou-se parcialmente cerca de 1953, mas continuou fazer projetos ocasionais até sua morte. Morreu ao ser atropelado por um carro dirigido por William Harridge, ex presidente da Major League Baseball's American League. esta enterrado no Calvary Cemetery em Evanston, Illinois.
Material referente a Byrne esta arquivado na arquivado na biblioteca Ryerson & Burnham Libraries do Art Institute of Chicago.

## Algumas Obras
- Nelson, Tagholm and Jensen Building, Seattle, Washington (1909) com Andrew Willatzen
- Charles H. Clarke House, Seattle, Washington (1909) com Andrew Willatzen
- Frederick Handschy House Seattle, Washington (1910) com Andrew Willatzen
- Our Lady of Good Help Catholic Church, Hoquiam, Washington (1910) com Andrew Willatzen
- George Matzen House, Seattle, Washington (1910), com Andrew Willatzen
- Oscar E. Maurer House, Seattle, Washington (1910) com Andrew Willatzen
- Andrew S. Kerry House, Seattle, Washington (1910–11) com Andrew Willatzen
- George E. Felmlay House, Seattle, Washington (1911) com Andrew Willatzen
- John T. McVay House, Seattle, Washington (1911) com Andrew Willatzen
- Carleton Huiscamp House, Seattle, Washington (1912) com  Andrew Willatzen
- George Bellman House, Seattle, Washington (1912) com Andrew Willatzen
- L. George Hagar House, Seattle, Washington (1913) com Andrew Willatzen
- Sam Schneider House, Mason City, Iowa (1914), assinadoa por Walter Burley Griffin)
- J.B. Franke House, Fort Wayne, Indiana (1914)
- Hugh Gilmore House, Mason City, Iowa (1915)
- Dr. James Frederic Clarke House, Fairfield, Iowa (1915)
- John Travis Kenna Apartments, Chicago, Illinois (1916)
- C.M. Rich House, Keokuk, Iowa (1916)
- Saint Francis Xavier School, Wilmette, Illinois (1916)
- John Valentine House (now Sigma Tau Gamma fraternity house, Ball State University), Muncie, Indiana (1917)
- William F. Temple House remodeling, Kenilworth, Illinois (1917), com Alfonso Iannelli
- Immaculata High School and Convent Buildings, Chicago (1922), patrimônio histórico
- St. Francis Xavier High School, Wilmette, Illinois (1922)
- Church of St. Thomas the Apostle, Chicago, Illinois (1922)
- All Saints Cemetery, Des Plaines, Illinois (1923)
- St. Patrick's Roman Catholic Church, Racine, Wisconsin (1924)
- Church of Christ the King, Tulsa, Oklahoma (1926)
- Church of Christ the King, Parish of Turners Cross, Cork, Ireland (1931), sculpture by John Storrs
- Church of SS. Peter & Paul, Pierre, South Dakota (1941)
- Church of St. Francis Xavier, Kansas City, Missouri (1949), sculptures by Alfonso Iannelli
- Church of St. Columba, St. Paul, Minnesota (1949)
- St. Benedict's Abbey Church, Atchison, Kansas (1951-1957)
- Church of St. Patrick, London, Ontario (1952)
- Holy Redeemer College (now Académie Sainte-Cécile), Windsor, Ontario (1957)
- St. Procopius College (now Benedictine University), Lisle, Illinois (1962)